# Comuna de Lubrza
Lubrza (polaco: Gmina Lubrza) é uma gminy (comuna) na Polónia, na voivodia da Lubúsquia e no condado de Świebodziński. A sede do condado é a cidade de Lubrza.
De acordo com os censos de 2004, a comuna tem 3310 habitantes, com uma densidade 27,1 hab/km².

## Área
Estende-se por uma área de 122,28 km², incluindo:
- área agricola: 38%
- área florestal: 47%

## Demografia
Dados de 30 de Junho 2004:
|                      | Total   | Total | Mulheres | Mulheres | Homens  | Homens |
| -------------------- | ------- | ----- | -------- | -------- | ------- | ------ |
|                      | pessoas | %     | pessoas  | %        | pessoas | %      |
| População            | 3310    | 100   | 1644     | 49,7     | 1666    | 50,3   |
| Densidade (pop./km²) | 27,1    | 100   | 13,4     | 13,4     | 13,6    | 13,6   |

De acordo com dados de 2002, o rendimento médio per capita ascendia a 1616,91 zł.

## Subdivisões
- Boryszyn, Bucze, Buczyna, Lubrza, Mostki, Nowa Wioska, Przełazy, Staropole, Zagórze.

## Comunas vizinhas
- Łagów, Międzyrzecz, Skąpe, Sulęcin, Świebodzin